# 개꿩속
개꿩속(Pluvialis)은 도요목 물떼새과에 속하는 한 속이다. 개꿩, 검은가슴물떼새 등이 있다.

## 하위 종
- European golden plover Pluvialis apricaria
- 검은가슴물떼새 (Pluvialis fulva)
- 미국검은가슴물떼새 (Pluvialis dominica)
- 개꿩 (Pluvialis squatarola)